# Bulbostylis hispidula
Bulbostylis hispidula är en halvgräsart som först beskrevs av Vahl, och fick sitt nu gällande namn av Richard Wheeler Haines. Bulbostylis hispidula ingår i släktet Bulbostylis och familjen halvgräs. IUCN kategoriserar arten globalt som livskraftig.

## Underarter
Arten delas in i följande underarter:
- B. h. brachyphylla
- B. h. capitata
- B. h. filiformis
- B. h. halophila
- B. h. hispidula
- B. h. intermedia
- B. h. longispicata
- B. h. macroglumis
- B. h. pyriformis
- B. h. senegalensis